# Sphagnum missouricum
Sphagnum missouricum là một loài rêu trong họ Sphagnaceae. Loài này được Warnst. & Cardot mô tả khoa học đầu tiên năm 1907.
Danh pháp khoa học của loài này chưa được làm sáng tỏ. 